# Ахутин, Михаил Никифорович
Михаил Никифорович Ахутин (24 декабря 1898 [5 января 1899], Череповец — 5 марта 1948, Москва) — советский специалист в области военно-полевой хирургии, генерал-лейтенант медицинской службы. Доктор медицинских наук, профессор, член-корреспондент АМН СССР. Первый директор Института экспериментальной и клинической хирургии АМН СССР (ныне — Институт хирургии имени А. В. Вишневского).

## Биография

Могила М. Н. Ахутина на Москвы.

Михаил Никифорович Ахутин родился 24 декабря 1898 (5 января 1899) года в городе Череповце в семье земского учителя.
В 1916 году, окончив гимназию с золотой медалью, он поступил в Военно-медицинскую академию, которую окончил в 1920 году (после окончания академии в течение десяти лет работал в клинике профессора В. А. Оппеля). Принимал участие в гражданской войне — в 1919 году, во время обороны Петрограда служил в перевязочном отряде РККА и именно здесь впервые принял участие в выполнении хирургической операции. В 1920—1923 — адъюнкт Военно-медицинской академии.
В 1923 — доктор медицины, в 1923—1925 — начальник хирургического отделения в окружном госпитале (Петроград-Ленинград);
С 1932 года — профессор Хабаровского медицинского института, в котором возглавил кафедру оперативной хирургии. В 1936 — доктор медицинских наук.
31 июля 1938 года М. Н. Ахутин прибыл в район боевых действий у озера Хасан и принимал участие в боевых действиях в должности хирурга армии. Под руководством М. Н. Ахутина на дивизионном медицинском пункте было налажено переливание консервированной и свежей крови раненым военнослужащим РККА, что способствовало их успешному излечению. После окончания боевых действий М. Н. Ахутин был награждён орденом Красной Звезды. Практический опыт эвакуации и лечения раненых, полученный в ходе боёв у озера Хасан, был обобщён и представлен в докладе «Хирургическая работа во время боев у озера Хасан» на Всесоюзном съезде хирургов (Харьков, 26 декабря 1938 года). В 1938 году он написал монографию «Хирургическая работа у озера Хасан» (изданную в 1939 году).
В 1939 году М. Н. Ахутин принимал участие в боях у реки Халхин-Гол как один из организаторов и руководителей хирургической помощи раненым. В сложных полевых условиях он продумал и организовал единую систему этапного лечения раненых РККА, а также оказал большую помощь медицинским работникам армии МНР. Работая по 15-18 часов в сутки, он уделял большое внимание совершенствованию подготовки и повышению квалификации врачей-хирургов. Во время операции одного из раненых командиров, в условиях отсутствия времени он перелил раненому собственную кровь.
В 1939 году возглавил кафедру госпитальной хирургии Куйбышевской Военно-медицинской академии Красной Армии.
Принимал участие в советско-финской войне 1939—1940 гг. как главный армейский хирург — консультант 8-й армии. В 1940 году вступил в ВКП(б).
В 1940—1941 — начальник Военно-медицинской академии Красной Армии им. С. М. Кирова.
После начала Великой Отечественной войны, с августа 1941 — в действующей армии. Главный хирург фронтов (сначала Брянского, затем 2-го Прибалтийского, затем 1-го Украинского).
21 апреля 1943 года М. Н. Ахутину было присвоено воинское звание «генерал-майор медицинской службы».
В 1945 году назначен заместителем главного хирурга Красной Армии (фактически исполнял обязанности главного хирурга Вооружённых Сил вместо тяжело больного Н. Н. Бурденко).
С 1945 года — член-корреспондент АМН СССР.
27 июня 1945 года М. Н. Ахутину было присвоено воинское звание «генерал-лейтенант медицинской службы».
Умер в Москве 5 марта 1948 года. Похоронен на Новодевичьем кладбище (автор надгробия Н. Г. Зеленская).

## Научная деятельность и клиническая практика
М. Н. Ахутин является автором более 70 научных трудов, из которых 40 касаются военно-полевой хирургии и посвящены опыту хирургической работы в действующей армии, лечению различных боевых травм (грудной клетки, магистральных сосудов, крупных суставов), а также вопросам транспортной иммобилизации, раневой инфекции и другим хирургическим проблемам.
Даже в годы войны М. Н. Ахутин успевал с научной точки зрения оценивать результаты хирургической работы и давать значимые рекомендации по её совершенствованию. Врачами госпиталей под его руководством были подготовлены 4 докторские и 3 кандидатские диссертации.

### Избранные труды
- Ахутин М. Н. Зобная болезнь на Амуре. Хабаровск, 1937.
- Ахутин М. Н. Хирурги Приморской армии на поле боя // Красная звезда. — 1938, 3 сент. — № 203 (4053). — С. 3.
- Боевой опыт хирургов Красной армии // Красная звезда. — 1938, 28 дек. — № 297 (4147).
- Ахутин М. Лечение открытых переломов // Известия. — 1938, 29 дек. — № 301 (6768). — С. 3.
- Ахутин М. Н. Чему учит опыт боёв у Хасана // Санитарная оборона. — 1939 — № 4
- Ахутин М. Н. Хирургическая работа во время боев у озера Хасан. — М. Медгиз, 1939.
- Ахутин М. Н. Хирургический опыт двух боевых операций. — Куйбышев, 1940.
- Ахутин М. Н. Острые инфекционные дистрептококковые серозиты. М.; Л., Медгиз, 1940—105 стр.
- Ахутин М. Н. Неразрешённые вопросы военно-полевой хирургии // Советский врачебный журнал. — 1941. — № 2.
- Ахутин М. Н. Военно-полевая хирургия. — М., Медгиз, 1941—300 стр.
- Военно-полевая хирургия (учебник). — М., Медгиз, 1942—413 стр., илл[2].
- Огнестрельные повреждения кровеносных сосудов шеи / М. Н. Никитин; авт. предисл. М. Н. Ахутин. Львов, 1946 — 75 стр., илл.

## Государственные награды
- два ордена Ленина[1][2]
- три ордена Красного Знамени[1][2]
- орден Отечественной войны I степени[1][2]
- орден Суворова II степени[1][2] (31 мая 1945) — за умелое и мужественное руководство боевыми операциями и за достигнутые в результате этих операций успехи в боях с немецко-фашистскими захватчиками[13][14]
- орден Красной Звезды[1] (октябрь 1938)[15]
- медаль «XX лет Рабоче-Крестьянской Красной Армии» и другие медали[2].
- 3 сентября 1942 года: присвоено почётное звание заслуженный деятель науки РСФСР — за разработку новых методик в военно-полевой хирургии